# Giuseppe Papalia
Giuseppe 'Peppino' Papalia (Bari, 1º ottobre 1897 – Bari, 24 novembre 1964) è stato un politico italiano.

## Biografia
Avvocato, socialista, già deputato della Consulta nazionale, è stato sindaco di Bari dal 1959 al 1960 e senatore della Repubblica eletto nel collegio di Bari-Foggia nella II, III e IV legislatura. Muore all'età di 67 anni nel novembre 1964, da senatore in carica: gli subentra a Palazzo Madama il collega Angelo Custode Masciale.